# Бішкураєвська сільська рада (Туймазинський район)
Бішкура́євська сільська рада (рос. Бишкураевский сельский совет) — муніципальне утворення у складі Туймазинського району Башкортостану, Росія. Адміністративний центр — село Бішкураєво.

## Населення
Населення — 1926 осіб (2019, 2000 у 2010, 1802 у 2002).

## Склад
До складу поселення входять такі населені пункти:
| Населений пункт              | Населення, осіб (2002) | Населення, осіб (2010) |
| ---------------------------- | ---------------------- | ---------------------- |
| Атик, присілок               | 36                     | 37                     |
| Бішкураєво, село             | 600                    | 680                    |
| Булат, присілок              | 233                    | 266                    |
| Єрмунчино, село              | 325                    | 340                    |
| Малий Тукмак-Каран, присілок | 0                      | 0                      |
| Новий Арслан, присілок       | 24                     | 19                     |
| Туктагулово, село            | 584                    | 658                    |